# Даблин (Охајо)
Даблин (енгл. Dublin) град је у америчкој савезној држави Охајо.

## Демографија
По попису из 2010. године број становника је 41.751, што је 10.359 (33,0%) становника више него 2000. године.
| Група             | 2000.          | 2010.          |
| Белци             | 27.901 (88,9%) | 33.089 (79,3%) |
| Афроамериканци    | 543 (1,7%)     | 752 (1,8%)     |
| Азијати           | 2.312 (7,4%)   | 6.384 (15,3%)  |
| Хиспаноамериканци | 317 (1,0%)     | 764 (1,8%)     |
| Укупно            | 31.392         | 41.751         |